# 外商直接投資
（或稱海外直接投資、外國直接投資，縮寫：FDI），簡稱外資，指外國企業為獲得利益在本地所作的經濟投資。一般而言，外國企業會和本地企業組成一個公司，形成一個跨國企業。為了證明跨國企業母公司足以承擔其對於海外聯合企業或公司等的治理權，國際貨幣基金組織定義治理權須要至少10%或者更多的普通股份，抑或擁有投票權的團體組織，與其相等的非團體組織。低於此限制的只能算是投資組合。
廣義上的外資包括併購、建設新設施、將海外業務賺取的利潤進行再投資以及公司內部貸款。狹義上的外資則是指建設新設施，以及於投資者所在之經濟體以外的經濟體運營的企業中擁有持久的管理權益（擁有10%或更多有表決權的股份）。 

## 影响直接投资的因素
- 供给因素：生产成本、后勤、资源的可获得性與获得关键技术。
- 需求因素：接近用户、市场营销优势、进一步利用已有的競爭优势與客户迁徙。
- 政治因素：规避贸易壁垒與经济发展优惠政策。

### 资源的可获得性
比如中国石油公司赴海外寻求石油、天然气等资源。

### 获得关键技术
比如宏碁收购硅谷的公司。

## 主要國家的外國投資狀況

### 马来西亚
1986年，马哈迪·莫哈末政府推出《促进投资法》，对新兴企业给予长达5年之久（某些情形下还可以再延长至10年）的税收优惠，特别是针对在制造业、农业及旅游业的投资。该法实施后，自1988年以来，外资注册年增长率达8%以上。

## 相关主题
- 國際收支